# سيليكس جاليليو
سيليكس جاليليو (بالإنجليزية: Selex ES) هي شركة بريطانية - إيطالية، لصناعة معدات الأسلحة والصواريخ . تأسست في 2013. يقع مقرها الرئيسي في باسليندون البريطانية المملكة المتحدة، ومدينة روما، الإيطالية. هي تابعة لفينميكانيكا.
ولها 9 فروع حول العالم، وهي بريطانيا وإيطاليا (مؤسستا سيليكس)، والهند والولايات المتحدة وتركيا والسعودية وألمانيا والبرازيل ورومانيا.

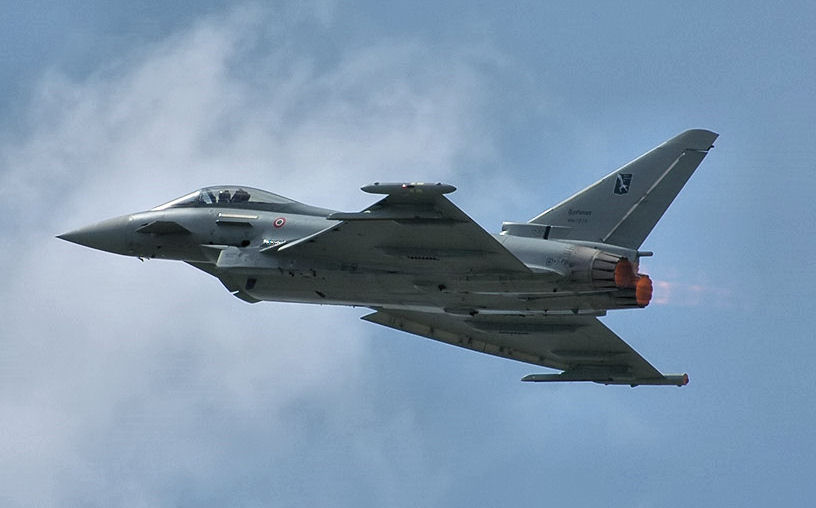
كانت دور شركة سيليكس جاليليو لتطوير أداة الدفاعية لطائرة يورو فايتر تايفون.

## وصلات خارجية
- الموقع الإلكتروني
- Official Website
- Finmeccanica website نسخة محفوظة 27 أبريل 2016 على موقع واي باك مشين.
- Selex Service Management website
- Vega Deutschland GmbH
- Selex ES Yacht Technologies website
- Selex Systems Integration Inc. website
- Elsag North America website